# Festuca quadridentata
Festuca quadridentata är en gräsart som beskrevs av Carl Sigismund Kunth. Festuca quadridentata ingår i släktet svinglar, och familjen gräs. Inga underarter finns listade i Catalogue of Life.